# ديفيد إس. فرانكل
ديفيد إس. فرانكل (بالإنجليزية: David S. Frankel)‏ هو مهندس معماري وعالم حاسوب أمريكي، ولد في 1950.